# Список призёров Олимпийских игр по кёрлингу
Полный список олимпийских медалистов по кёрлингу с 1924 по 2022.

## Мужчины
| Игры                | Золото | Серебро | Бронза                                                                                           |
| 1924 Шамони         | Великобритания · Уильям Джексон · Робин Уэлш · Томас Мюррей · Лоуренс Джексон · Джон Робертсон-Эйкман (капитан) · Джон Маклауд · Уильям Браун · Д. Д. Эстли | Швеция · Швеция I: · Йохан Петер Аллен (скип) · Карл Аксель Петерссон · Карл Вальберг · Карл Август Кронлунд · Швеция II: · Карл Вильгельм Петерсен (скип) · Туре Одлунд · Виктор Веттерстрём · Эрик Северин | Франция · Анри Курнойе · Пьер Каниве · Арман Бенедик · Жорж Андре · Анри Альдебер · Робер Планк  |
| 1998 Нагано         | Швейцария · Патрик Хюрлиман · Патрик Лёртшер · Даниель Мюллер · Диего Перрен · Доминик Андрес                                                               | Канада · Майк Харрис · Ричард Харт · Коллин Митчелл · Джордж Кэррис · Пол Сэвидж | Норвегия · Эйгиль Рамсфьелл · Ян Торесен · Стиг-Арне Гуннестад · Антон Гримсмо · Торе Торвбротен |
| 2002 Солт-Лейк-Сити | Норвегия · Пол Трульсен · Ларс Вогберг · Флемминг Давангер · Бент Онанд Рамсфьелл · Торгер Нергор                                                           | Канада · Кевин Мартин · Дон Валчак · Картер Райкрофт · Дон Бартлетт · Кен Тралнберг | Швейцария · Андреас Шваллер · Кристоф Шваллер · Маркус Эгглер · Дамиан Грихтинг · Марко Рамштайн |
| 2006 Турин          | Канада · Брэд Гушу · Марк Николс · Расс Ховард · Джейми Кораб · Майк Адам                                                                                   | Финляндия · Маркку Уусипаавалниеми · Вилле Мякеля · Калле Киискинен · Теему Сало · Яни Сулланмаа | США · Пет Фенсон · Шон Рожески · Джозеф Поло · Джон Шустер · Скотт Бэрд                          |
| 2010 Ванкувер       | Канада · Кевин Мартин · Джон Моррис · Марк Кеннеди · Бен Хеберт · Адам Энрайт                                                                               | Норвегия · Томас Ульсруд · Торгер Нергор · Кристофер Све · Ховард Вад Петерссон · Томас Лёвольд | Швейцария · Ральф Штёкли · Ян Хаузер · Маркус Эгглер · Симон Штрюбин · Тони Мюллер               |
| 2014 Сочи           | Канада · Брэд Джейкобс · Райан Фрай · Эрик Харнден · Райан Харнден · Калеб Флэкси                                                                           | Великобритания · Дэвид Мёрдок · Грег Драммонд · Скотт Эндрюс · Майкл Гудфеллоу · Том Брюстер | Швеция · Никлас Эдин · Себастьян Краупп · Фредрик Линдберг · Виктор Челль · Оскар Эрикссон       |
| 2018 Пхёнчхан       | США · Джон Шустер · Тайлер Джордж · Мэтт Хэмилтон · Джон Лендстейнер · Джо Поло                                                                             | Швеция · Никлас Эдин · Оскар Эрикссон · Расмус Врано · Кристофер Сундгрен · Хенрик Лек | Швейцария · Бенуа Шварц · Клаудио Пец · Петер Де Круз · Валентин Таннер · Доминик Мерки          |
| 2022 Пекин          | Швеция · Никлас Эдин · Оскар Эрикссон · Расмус Врано · Кристофер Сундгрен · Даниэль Магнуссон                                                               | Великобритания · Брюс Моуэт · Грант Харди · Бобби Лэмми · Хэмми Макмиллан-мл. · Росс Уайт | Канада · Брэд Гушу · Марк Николс · Бретт Галлант · Джефф Уокер · Марк Кеннеди                    |

## Женщины
| Игры                | Золото                                                                                          | Серебро                                                                                                | Бронза                                                                                               |
| 1998 Нагано         | Канада · Сандра Шмирлер · Джен Беткер · Джоан Маккаскер · Марсия Гудерайт · Атина Форд          | Дания · Хелена Блак Лаурсен · Маргит Пёртнер · Дорте Хольм · Трине Квист · Яне Бидструп                | Швеция · Элизабет Густафсон · Катарина Нюберг · Луиза Мармонт · Элизабет Перссон · Маргарета Линдаль |
| 2002 Солт-Лейк-Сити | Великобритания · Рона Мартин · Дебора Нокс · Фиона Макдональд · Джанис Рэнкин · Маргарет Мортон | Швейцария · Люция Эбнётер · Мирьям Отт · Таня Фрей · Лоранс Бидо · Надя Ротлизбергер                   | Канада · Келли Лоу · Джулия Скиннер · Джорджина Уиткрофт · Диана Нельсон · Шерил Нобл                |
| 2006 Турин          | Швеция · Анетте Норберг · Ева Лунд · Катрин Линдаль · Анна Сверд · Ульрика Бергман              | Швейцария · Мирьям Отт · Биния Беели · Валерия Шпелти · Мишель Мозер · Мануэла Корман                  | Канада · Шэннон Клейбринк · Эми Никсон · Гленис Баккер · Кристин Кешен · Сандра Дженкинс             |
| 2010 Ванкувер       | Швеция · Анетте Норберг · Ева Лунд · Катрин Линдаль · Анна Сверд · Кайса Бергстрём              | Канада · Шерил Бернард · Сьюзан О'Коннор · Кэролин Дербишир · Кори Бартел · Кристи Мур                 | Китай · Ван Бинъюй · Лю Инь · Юэ Циншуан · Чжоу Янь · Лю Цзиньли                                     |
| 2014 Сочи           | Канада · Дженнифер Джонс · Кейтлин Лоус · Джилл Оффисер · Дон Макьюэн · Кирстен Уолл            | Швеция · Мария Прюц · Кристина Бертруп · Мария Веннерстрём · Маргарета Сигфридссон · Агнес Кнохенхауэр | Великобритания · Ив Мюрхед · Анна Слоун · Вики Адамс · Клэр Хэмилтон · Лорен Грэй                    |
| 2018 Пхёнчхан       | Швеция · Анна Хассельборг · Сара Макманус · Агнес Кнохенхауэр · София Мабергс · Йенни Волин     | Республика Корея · Ким Ын Джон · Ким Гён Э · Ким Сон Ён · Ким Ён Ми · Ким Чхо Хи                       | Япония · Сацуки Фудзисава · Тинами Ёсида · Юми Судзуки · Юрика Ёсида · Мари Мотохаси                 |
| 2022 Пекин          | Великобритания · Ив Мюрхед · Вики Райт · Дженнифер Доддс · Хейли Дафф · Мили Смит               | Япония · Сацуки Фудзисава · Тинами Ёсида · Юми Судзуки · Юрика Ёсида · Котоми Исидзаки                 | Швеция · Анна Хассельборг · Сара Макманус · Агнес Кнохенхауэр · София Мабергс · Юханна Хельдин       |

## Cмешанные пары
| Игры                        | Золото                                       | Серебро                                               | Бронза                                                |
| 2018 Пчёнчхан см. подробнее | Канада · Кейтлин Лоус · Джон Моррис          | Швейцария · Женни Перре · Мартин Риос                 | Норвегия · Кристин Моэн Скаслиен · Магнус Недреготтен |
| 2022 Пекин см. подробнее    | Италия · Стефания Константини · Амос Мозанер | Норвегия · Кристин Моэн Скаслиен · Магнус Недреготтен | Швеция · Альмида Де Валь · Оскар Эрикссон             |